# Limpung (Limpung)
Limpung is een bestuurslaag in het regentschap Batang van de provincie Midden-Java, Indonesië. Limpung telt 3590 inwoners (volkstelling 2010).